# Daniel Jones (linguista)
Daniel Jones (Londra, 12 settembre 1881 – Gerrards Cross, 4 dicembre 1967) è stato un linguista e fonetista britannico.

## Biografia
Nel 1900, Jones studiò all'istituto di lingua di Marburgo, in Germania, con William Tilly, e vi fu introdotto alla fonetica. Tra il 1905 e il 1906, studiò a Parigi presso Paul Passy, uno dei fondatori dell'Associazione fonetica internazionale. Nel 1907 divenne conferenziere a tempo parziale all'Università di Londra, e in seguito fu nominato a una posizione a tempo pieno. Nel 1911 sposò Cyrille Motte, la nipote di Passy. Nel 1912 fu preposto al dipartimento di Fonetica. 
Dal 1906 in poi, fu un membro attivo dell'Associazione fonetica internazionale, e ne fu il presidente dal 1950 al 1967.
Nel 1909, scrisse Pronuncia dell'inglese, un libro che egli stesso poi modificò radicalmente. Nel 1918 pubblicò l’Outline of English Phonetics, la prima descrizione completa della pronuncia britannica della lingua inglese.